# Sulica
Súlica je hladno orožje s palico. 
Drog (ročaj) je v večini primerov narejen iz lesa, bistveno daljša kot kopje. Skupna dolžina znaša od 2 do 8 metrov. To je orožje za suvanje, uporabljalo se je že v antiki (pehota - hopliti). 
Po današnjem izrazoslovju se od kopja razlikuje po dolžini in debelini ročaja ter po tem, da se ne meče.
Po izumu stremen v zgodnjem srednjem veku je postala glavno orožje konjenice v boju na konjih. Uporabljala se je še v 20. stoletju. V britanski armadi so jo kot orožje ukinili šele leta 1927. 